# Аеродром Сан Франциско
Међународни аеродром у Сан Франциску (ИАТА: SFO, ИКАО: KSFO) је аеродром који опслужује регију Сан Франциска. Аеродром је 21 km јужно од центра Сан Франциска. Налази се близу Милбреја и Сан Бруна у округу Сан Матео. Аеродром има летове ка доста градова у Северној Америци, а представља и важну везу са Европом и Азијом. 
Аеродром је највећи у северној Калифорнији и други по броју превезених путника у Калифорнији и западној обали САД, након Међународног аеродрома у Лос Анђелесу. 

## Историја
Град и округ Сан Франциско су први пут закупили плац површине 61 хектара 15. марта 1927., за оно што је тада требало да буде привремени и експериментални пројекат аеродрома.

## Терминали
Аеродром има четири терминала (1, 2, 3 и међународни) и седам дворана са укупно 120 капија распоређених по абецедном реду у прстену у смеру супротном од казаљке на сату. Терминал 1 (гејтови B и C), Терминал 2 (гејт D) и Терминал 3 (гејтови Е и F) обављају домаће и претходно одобрене летове. Међународни терминал (гејтови А и G) обавља међународне летове и неке домаће летове.
Историјски гледано, најстарија зграда терминала која још увек стоји је Терминал 2, који је првобитно завршен 1954. као Централни терминал са четири ходника. Терминал 1 је додат као Јужни терминал 1963., док је Терминал 3 додат као Северни терминал 1979. Међународни терминал отворен је 2000. и од тада су терминали преименовани са бројевима 2001., а старији терминали су у процесу реновирања.
Реконструкција Терминала 2 завршена је 2011., након чега је уследио завршетак реконструкције источног дела Терминала 3 2015. Обнова Терминала 1 је завршена 2024. 2024. почела је реконструкција западног дела Терминала 3, а потпуни завршетак се очекује до 2029.

### Терминал 1
Раније познат као "Јужни терминал", Харви Милк Терминал 1 се састоји од зоне за укрцавање B, која тренутно има 26 гејтова (B2-B27), и зоне за укрцавање C, која има 10 гејтова (C1, C3-C11). Трећа зона за укрцавање срушена је почетком 2006., пошто је њене функције преузео нови Међународни терминал.
Јужни терминал, чија је изградња коштала 14.000.000 долара, првобитно је отворена 15. септембра 1963.

## Авио-компаније и дестинације

### Редовне линије
| Airlines                      | Destinations | Refs          |
| ----------------------------- | --- | ------------- |
| Aer Lingus                    | Dublin | [ 14 ]        |
| Aeroméxico                    | Guadalajara, Mexico City | [ 15 ]        |
| Air Canada                    | Montréal–Trudeau, Toronto–Pearson, Vancouver | [ 16 ]        |
| Air Canada Express            | Vancouver Seasonal: Edmonton | [ 16 ]        |
| Air China                     | Beijing–Capital | [ 17 ]        |
| Air France                    | Paris–Charles de Gaulle | [ 18 ]        |
| Air India                     | Bengaluru, Delhi, Mumbai | [ 19 ]        |
| Air New Zealand               | Auckland | [ 20 ]        |
| Air Premia                    | Seoul–Incheon | [ 21 ]        |
| Alaska Airlines               | Austin, Boise, Boston, Burbank, Cancún, Chicago–O'Hare, Everett, Honolulu (ends March 19, 2025), Kahului (ends March 19, 2025), Kailua–Kona (begins June 12, 2025), Las Vegas, Lihue (begins June 13, 2025), Los Angeles, Newark, New York–JFK, Orange County, Orlando, Palm Springs, Phoenix–Sky Harbor, Portland (OR), Puerto Vallarta, Redmond/Bend, Salt Lake City, San Diego, San José del Cabo, Seattle/Tacoma, Spokane, Washington–Dulles, Washington–National Seasonal: Anchorage, Bozeman, Fort Lauderdale, Ixtapa/Zihuatanejo, Jackson Hole, Liberia (CR), Loreto, Mazatlán, Tampa | [ 26 ]        |
| All Nippon Airways            | Tokyo–Haneda, Tokyo–Narita | [ 27 ]        |
| American Airlines             | Charlotte, Chicago–O'Hare, Dallas/Fort Worth, Los Angeles, Miami, New York–JFK, Philadelphia, Phoenix–Sky Harbor | [ 28 ]        |
| American Eagle                | Los Angeles, Phoenix–Sky Harbor | [ 28 ]        |
| Asiana Airlines               | Seoul–Incheon | [ 29 ]        |
| Avianca El Salvador           | San Salvador | [ 30 ]        |
| Breeze Airways                | Provo, San Bernardino Seasonal: Cincinnati, Grand Junction, Louisville, Richmond | [ 31 ]        |
| British Airways               | London–Heathrow | [ 32 ]        |
| Cathay Pacific                | Hong Kong | [ 33 ]        |
| China Airlines                | Taipei–Taoyuan | [ 34 ]        |
| China Eastern Airlines        | Shanghai–Pudong | [ 35 ]        |
| China Southern Airlines       | Guangzhou, Wuhan | [ 37 ]        |
| Condor                        | Seasonal: Frankfurt | [ 38 ]        |
| Copa Airlines                 | Panama City–Tocumen | [ 39 ]        |
| Delta Air Lines               | Atlanta, Austin (begins June 8, 2025), Boston, Detroit, Los Angeles, Minneapolis/St. Paul, New York–JFK, Salt Lake City, Seattle/Tacoma | [ 41 ]        |
| Delta Connection              | Seattle/Tacoma | [ 41 ]        |
| Emirates                      | Dubai–International | [ 42 ]        |
| EVA Air                       | Taipei–Taoyuan | [ 43 ]        |
| Fiji Airways                  | Nadi | [ 44 ]        |
| Flair Airlines                | Vancouver | [ 45 ]        |
| French Bee                    | Papeete, Paris–Orly | [ 46 ]        |
| Frontier Airlines             | Atlanta, Burbank, Dallas/Fort Worth, Denver, Eagle/Vail, Los Angeles, Las Vegas, Ontario, Orange County, Palm Springs, Phoenix–Sky Harbor, Portland (OR), Salt Lake City, San Diego Seasonal: Detroit, Orlando | [ 49 ]        |
| Hawaiian Airlines             | Honolulu, Kahului | [ 50 ]        |
| Iberia                        | Seasonal: Madrid | [ 51 ]        |
| ITA Airways                   | Seasonal: Rome–Fiumicino | [ 52 ]        |
| Japan Airlines                | Tokyo–Haneda, Tokyo–Narita | [ 53 ]        |
| JetBlue                       | Boston, Fort Lauderdale, New York–JFK | [ 54 ]        |
| KLM                           | Amsterdam | [ 55 ]        |
| Korean Air                    | Seoul–Incheon | [ 56 ]        |
| Level                         | Seasonal: Barcelona | [ 57 ]        |
| Lufthansa                     | Frankfurt, Munich | [ 58 ]        |
| Philippine Airlines           | Manila | [ 59 ]        |
| Porter Airlines               | Toronto–Pearson Seasonal: Montréal–Trudeau | [ 61 ]        |
| Qantas                        | Sydney | [ 62 ] [ 63 ] |
| Qatar Airways                 | Doha | [ 64 ]        |
| Scandinavian Airlines         | Copenhagen | [ 65 ]        |
| Singapore Airlines            | Singapore | [ 66 ]        |
| Southwest Airlines            | Austin (begins August 5, 2025), Baltimore (begins June 5, 2025), Chicago–Midway, Denver, Las Vegas, Los Angeles, Nashville (begins June 5, 2025), Phoenix–Sky Harbor, San Diego, St. Louis Seasonal: Dallas–Love | [ 71 ] [ 72 ] |
| Starlux Airlines              | Taipei–Taoyuan | [ 73 ]        |
| Sun Country Airlines          | Minneapolis/St. Paul | [ 74 ]        |
| Swiss International Air Lines | Zürich | [ 75 ]        |
| TAP Air Portugal              | Lisbon Seasonal: Terceira (begins June 3, 2025) | [ 77 ]        |
| Turkish Airlines              | Istanbul | [ 78 ]        |
| United Airlines               | Albuquerque, Atlanta, Auckland, Austin, Baltimore, Beijing–Capital, Boise, Boston, Bozeman, Brisbane, Burbank, Calgary, Cancún, Chicago–O'Hare, Cleveland, Columbus–Glenn, Dallas/Fort Worth, Denver, Detroit, Eugene, Fort Lauderdale, Frankfurt, Hong Kong, Honolulu, Houston–Intercontinental, Indianapolis, Kahului, Kailua–Kona, Las Vegas, Lihue, London–Heathrow, Los Angeles, Manila, Medford, Melbourne, Mexico City, Miami, Minneapolis/St. Paul, Munich, Nashville, Newark, New Orleans, Omaha, Ontario, Orange County, Orlando, Osaka–Kansai, Palm Springs, Panama City–Tocumen (begins May 22, 2025), Papeete, Paris–Charles de Gaulle, Philadelphia, Phoenix–Sky Harbor, Pittsburgh, Portland (OR), Puerto Vallarta, Raleigh/Durham, Reno/Tahoe, Redmond/Bend, Salt Lake City, San Antonio, San Diego, San José (CR) (begins May 22, 2025), San José del Cabo, Santa Barbara, Seattle/Tacoma, Seoul–Incheon, Shanghai–Pudong, Singapore, St. Louis, Sydney, Taipei–Taoyuan, Tampa, Tokyo–Haneda, Tokyo–Narita, Toronto–Pearson, Vancouver, Washington–Dulles, Washington–National Seasonal: Amsterdam, Anchorage, Barcelona, Belize City, Christchurch, Fort Myers, Jackson Hole, Liberia (CR), Montréal–Trudeau, Rome–Fiumicino, Zürich | [ 90 ]        |
| United Express                | Bakersfield, Boise, Bozeman, Burbank, Eugene, Eureka, Fresno, Kansas City, Medford, Monterey, Monterrey, North Bend/Coos Bay, Omaha, Ontario, Orange County, Palm Springs, Phoenix–Sky Harbor, Portland (OR), Redding, Redmond/Bend, Reno/Tahoe, Sacramento, Salt Lake City, San Luis Obispo, Santa Barbara, Seattle/Tacoma, Spokane, Tri-Cities (WA), Tucson Seasonal: Aspen, Bishop, Calgary, Eagle/Vail, Glacier Park/Kalispell, Hayden/Steamboat Springs, Jackson Hole, Missoula, Montrose, Sun Valley, Vancouver | [ 90 ]        |
| Vietnam Airlines              | Ho Chi Minh City | [ 92 ]        |
| Virgin Atlantic               | London–Heathrow | [ 93 ]        |
| WestJet                       | Calgary Seasonal: Edmonton, Vancouver | [ 95 ]        |
| Zipair Tokyo                  | Tokyo–Narita | [ 96 ]        |

### Карго
| Airlines              | Destinations                            |
| --------------------- | --------------------------------------- |
| ABX Air               | Cincinnati, Los Angeles                 |
| Amazon Air            | Cincinnati, Fort Worth/Alliance         |
| Asiana Cargo          | Seoul–Incheon                           |
| China Airlines Cargo  | Anchorage, Taipei–Taoyuan               |
| DHL Aviation          | Cincinnati, Los Angeles, Seattle/Tacoma |
| EVA Air Cargo         | Taipei–Taoyuan                          |
| FedEx Express         | Fort Worth/Alliance, Memphis            |
| Kalitta Air           | Los Angeles, Seoul–Incheon              |
| Korean Air Cargo      | Los Angeles, Seoul–Incheon              |
| Nippon Cargo Airlines | Los Angeles, Tokyo–Narita               |
| United Airlines       | Guam                                    |

## Статистика

### Топ дестинације
| Rank | City          | Passengers | Carriers                                   |
| ---- | ------------- | ---------- | ------------------------------------------ |
| 1    | Лос Анђелес   | 1,339,000  | Alaska, American, Delta, Southwest, United |
| 2    | Чикаго        | 922,000    | Alaska, American, United                   |
| 3    | Њујорк-Кенеди | 917,000    | Alaska, American, Delta, JetBlue           |
| 4    | Денцер        | 872,000    | Frontier, Southwest, United                |
| 5    | Њуарк         | 791,000    | Alaska, United                             |
| 6    | Лас Вегас     | 788,000    | Alaska, Frontier, Southwest, United        |
| 7    | Сијетл        | 767,000    | Alaska, Delta, United                      |
| 8    | Бостон        | 673,000    | Alaska, Delta, JetBlue, United             |
| 9    | Далас         | 649,000    | American, Frontier, United                 |
| 10   | Сан Диего     | 644,000    | Alaska, Frontier, Southwest, United        |

| Rank | Airport                                                 | Passengers | Carriers                                                 |
| ---- | ------------------------------------------------------- | ---------- | -------------------------------------------------------- |
| 1    | Taipei-Taoyuan, Taiwan                                  | 1,322,312  | China Airlines, EVA Air, Starlux Airlines, United        |
| 2    | London–Heathrow, United Kingdom                         | 1,041,273  | British Airways, United, Virgin Atlantic                 |
| –    | Tokyo-Haneda and Tokyo-Narita, Japan combined           | 962,617    | All Nippon Airways, Japan Airlines, United, Zipair Tokyo |
| 3    | Vancouver, Canada                                       | 787,518    | Air Canada, Flair, United, WestJet                       |
| 4    | Seoul-Incheon, South Korea                              | 699,803    | Asiana Airlines, Korean Air, United                      |
| 5    | Hong Kong, Hong Kong                                    | 611,953    | Cathay Pacific, United                                   |
| 6    | Toronto, Canada                                         | 606,232    | Air Canada, Porter Airlines, United                      |
| 7    | Frankfurt, Germany                                      | 597,623    | Condor, Lufthansa, United                                |
| 8    | Tokyo-Narita, Japan                                     | 547,611    | All Nippon Airways, Japan Airlines, United, Zipair Tokyo |
| 9    | Singapore, Singapore                                    | 538,720    | Singapore Airlines, United                               |
| –    | Paris-Charles de Gaulle and Paris-Orly, France combined | 489,044    | Air France, French Bee, United                           |
| 10   | Mexico City, Mexico                                     | 485,629    | Aeromexico, United                                       |

### Удео на тржишту авио-компанија
| Број | Авио-компанија    | Број путника | Проценат |
| ---- | ----------------- | ------------ | -------- |
| 1    | United Airlines   | 15,239,000   | 43.79%   |
| 2    | Delta Air Lines   | 3,871,000    | 11.12%   |
| 3    | SkyWest           | 3,817,000    | 10.97%   |
| 4    | American Airlines | 3,243,000    | 9.32%    |
| 5    | Alaska Airlines   | 3,138,000    | 9.02%    |
| –    | Остали            | 5,493,000    | 15.79%   |

## Приступ

### Јавни превоз
AirTrain је систем за превоз људи који се налази поред терминала, гараже два међународна терминала, станицу BART, хотел Гранд Хајат, центар за изнајмљивање аутомобила на аеродрому и гаражу за дугорочно паркирање. AirTrain је потпуно аутоматизован и вожња је бесплатна.

## Галерија
- Авион Пацифик ерлајнса на аеродрому 1967. године
- Јунајтед ерлајнс је тренутно највећа авиокомпанија у Сан Франциску
- Унутрашњост међународног терминала у Сан Франциску
- Поглед из ваздуха на аеродром